# Imperobator
Imperobator antarcticus is een theropode dinosauriër, behorend tot de Maniraptora, die tijdens het late Krijt leefde in het gebied van het huidige Antarctica.

## Vondst en naamgeving
In 2003 vond tijdens een expeditie op James Ross Island, paleontoloog Judd Alan Case op het midden van de Comb Ridge in de groeve van The Naze het skelet van een theropode. Het werd in 2007 door Case e.a. gemeld in de wetenschappelijke literatuur als een lid van de Dromaeosauridae. Hierna werd informeel naar het dier verwezen als de The Naze dromaeosaur.
Uiteindelijk kwam Case tot de conclusie dat het helemaal niet om een dromaeosauride ging, iets wat ook door andere onderzoekers betwijfeld werd. In 2019 werd door Ricardo Carlos Ely en Case de typesoort Imperobator antarcticus benoemd en beschreven. De eerste helft van de geslachtsnaam is het Latijn impero, "ik beveel", dat vaak in woordenboeken wordt gebruikt als lemmatitel voor het werkwoord imperare, "bevelen". De naamgevers vatten dit op als een bijvoeglijk naamwoord dat "imponerend" of "machtig" zou betekenen, ongeveer met de betekenis van het Latijnse imperiosus en plakten het aan de tweede helft van de naam, het Mongoolse bator, "krijger". Er bestond al een geslacht Achillobator. De soortaanduiding antarcticus verwijst naar de herkomst uit Antarctica.
Het holotype, UCMP 276000, is gevonden in een laag zandsteen van de Cape Lamb Member van Snow Hill Island Formation die dateert uit het vroege Maastrichtien, welke laag eenenzeventig miljoen jaar oud is. Het bestaat uit twee onderbenen van één individu. Het omvat een linkertibiotarsus met daarin de onderkant van een scheenbeen, een sprongbeen en een met het hielbeen vergroeide onderkant van een kuitbeen; het rechterhielbeen; het tweede, derde en vierde linkermiddenvoetsbeen; stukken van het eerste middenvoetsbeen; mogelijke resten van het vijfde middenvoetsbeen; en teenkootjes van vermoedelijk zowel de linkervoet als de rechtervoet waaronder de tweede voetklauw, een tweede kootje van de tweede teen en een eerste kootje van de vierde teen. De skeletelementen lagen min of meer in verband. In 2007 werden ook losse tanden vermeld maar die werden in 2019 niet meer genoemd. De fossielen maken deel uit van de collectie van het University of California Museum of Paleontology.

## Beschrijving
In 2007 werd gesteld dat het dier een grootte zou hebben gelijk aan die van Utahraptor, die minstens vijf meter lang werd, en een kophoogte van twee meter. Dat zou Imperobator tot een van de grootste bekende paraviërs maken. Michael Mortimer wees er in 2019 op dat extrapolatie van vergelijkbare botten van Deinonychus uit, eerder wees op een lengte van drie à vier meter. Imperobator was hoogstwaarschijnlijk een bevederde en warmbloedige tweevoeter.
De beschrijvers wisten drie onderscheidende kenmerken vast te stellen. Het betreft autapomorfieën, unieke afgeleide eigenschappen. Het kuitbeen en het hielbeen zijn versmolten. De doorsnede van het tweede middenvoetsbeen heeft de vorm van een parallellogram. De schacht van het tweede middenvoetsbeen buigt naar binnen aan het onderste uiteinde. Dit laatste kenmerk is mogelijkerwijs pathologisch.
De voet als geheel, middenvoet plus tenen, heeft een geschatte lengte van ongeveer tweeëndertig centimeter. De middenvoet is niet arctometatarsaal. Het derde middenvoetsbeen is dus niet bovenaan toegeknepen. De tweede voetklauw is wel wat vergroot maar niet extreem. De klauw is ook niet sterk gekromd. Het eerste kootje van de vierde teen is het grootste bewaarde teenkootje.

## Fylogenie
Imperobator werd basaal in de Paraves geplaatst. Dat het geen dromaeosauride kon zijn was al geconcludeerd uit het feit dat een sikkelklauw aan de tweede teen ontbrak en dat het uiteinde van het tweede middenvoetsbeen afgerond is en dus een scharniergewricht mist, meestal gezien als een noodzakelijke voorwaarde voor het laten functioneren van een sikkelklauw. Het taxon mist dus twee belangrijke synapomorfieën van de Dromaeosauridae. Een exacte kladistische analyse leverde echter geen precieze positie in de stamboom op: Imperobator viel uit in een polytomie of "kam" met allerlei groepen uit de Paraves. De beschrijvers wezen erop dat binnen de Dromaeosauridae ook de Unenlagiinae een zwak gevormd scharniergewricht hebben. Er waren ook overeenkomsten met Anchiornis. Imperobator mist een synapomorfie van de Troodontidae: een tongvormig uitsteeksel aan de onderkant van het uiteinde van het derde middenvoetsbeen. Eerder werd nog gedacht dat Imperobator dit kenmerk ook toonde maar achteraf bleek dat een illusie te zijn: door bevriezing en opwarming was het fossiel op een gelijkende wijze gespleten.
In reactie op het artikel wees de Italiaanse paleontoloog Andrea Cau erop dat de beschrijvers een matrix hadden gebruikt met alleen Coelurosauria met als gevolg dat ze Imperobator daar noodzakelijkerwijs in terugvonden. Als hij de gegevens invoerde in zijn eigen "Megamatrix" die gebaseerd is op de langste lijst ter wereld van theropodenkenmerken, viel Imperobator basaal uit in de Avetheropoda, wat beter paste bij de ouderdom en de locatie van het dier.

## Levenswijze
Imperobator was vermoedelijk een roofdier. De beschrijvers besteedden speciale aandacht aan het gigantisme, de vraag waarom Imperobator zoveel groter geworden was dan de laatste gemeenschappelijke voorouder van de Paraves, waarvan de lengte geschat werd op vijfenzestig centimeter en het gewicht op zeshonderd tot zevenhonderd gram. Van die voorouder is wel vermoed dat het een vliegende vorm was. Andere grote paraviërs zijn Austroraptor, Achillobator, Dakotaraptor en Utahraptor. Het bestaan van Austroraptor is verklaard door het wegvallen van Carcharodontosauria als apexpredators in Zuid-Amerika waardoor Paraves de niche van groot roofdier gingen opvullen. De fossil record van Antarctica is echter zo slecht dat niet vastgesteld kan worden of er zich daar een vergelijkbaar proces voordeed. Afgezien van Imperobator zelf zijn er nauwelijls theropode vondsten uit het Maastrichtien van Antarctica gedaan. Imperobator is pas de tweede Mesozoïsche theropode die uit Antarctica benoemd is.
Imperobator deelde zijn leefgebied met de euornithopode Morrosaurus en nog een kleinere meer basale euornithpode die nog onbenoemd is. Uit iets oudere lagen zijn nog Antarctopelta, Trinisaura en een nog onbenoemd lid van de Titanosauria bekend. De beschrijvers zagen al deze soorten als deel van één enkele fauna.